# Marijin dvor
Marijin dvor je zgrada u Sarajevu. Nalazi se u naselju koje nosi isto ime, naselju Marijinu Dvoru. Nacionalni je spomenik Bosne i Hercegovine.
Nalazi se između četiriju ulica: ulice maršala Tita, ulice kralja Tvrtka, ulice Augusta Brauna i Doline. S triju je ulica pješacima moguće doći do ove zgrade, a s pasaža iz ulice maršala Tita se može jedino doći kolski i to u dvorište.
U naravi je stambeno-poslovna zgrada. Dao ju je izgraditi, kao i cijelo to naselje, danas naljepši dio Sarajeva, austrijski poduzetnik August Braun, a nazvao ju je po svojoj supruzi Mariji. Projektirao ju je češki arhitekt Karlo Paržik. Najznačajniji je primjer u Sarajevu velike najamne poslovno-stambene zgrade blokovske vrste koja ima unutarnje središnje dvorište. 
Zgrada se zapravo sastoji od dva dijela, Marijin dvora i August dvora, pa je tako građena je u dvama navratima: 1885. i 1895. godine. Pravi Marijin dvor je izgrađen do kraja, dok je August dvor ostao djelimice gotov, u ulici Kralja Tvrtka od broja 10 do broja 16. To djelomično dovršenje gradnje je bilo 1897. godine. 
Pročelje je neorenesansno i klasicističko, što je bilo svojstveno svim onodobnim zgradama koje je projektirao Karlo Paržik. 
Zgrada je predstavnica građevinske baštine iz austro-ugarskog razdoblja u BiH. Predstavnica je kasnog historicizma.
Po ovom je objektu ime dobio cijeli dio Sarajeva, koji je prepoznatljiv po tome što se ondje nalaze građevine koje su baština iz razdoblja Austro-Ugarske. U blizini se nalazi hotel Zagreb, također nacionalni spomenik BiH.